# Jonas Björkman
Jonas Lars Björkman (født 23. marts 1972 i Alvesta, Sverige) er en tidligere svensk tennisspiller, der blev professionel i 1993 og stoppede sin karriere i 2008. Han vandt gennem sin karriere 6 single- og 54 doubletitler, og hans højeste placering på ATP's verdensrangliste var en 4. plads, som han opnåede i november 1997.

## Grand Slam
Björkman nåede i singlerækkerne to gange frem til semifinaler i Grand Slam-turneringer. Første gang var ved US Open i 1997, hvor han tabte til englænderen Greg Rusedski. Hele ni år senere, i 2006, var det ved Wimbledon, at Björkman var blandt de fire bedste. Her var han dog chanceløs mod turneringens senere vinder, Roger Federer fra Schweiz.